# Saint-Jeoire-Prieuré
Saint-Jeoire-Prieuré là một xã thuộc tỉnh Savoie trong vùng Auvergne-Rhône-Alpes ở đông nam nước Pháp.